# غريني سميث
غريني سميث (بالإنجليزية: Greene Smith)‏ هو عالم طيور أمريكي، ولد في 1842 في Peterboro, New York ‏ في الولايات المتحدة، وتوفي في 1886 بسبب سل.